# Strömma Kanalbolaget

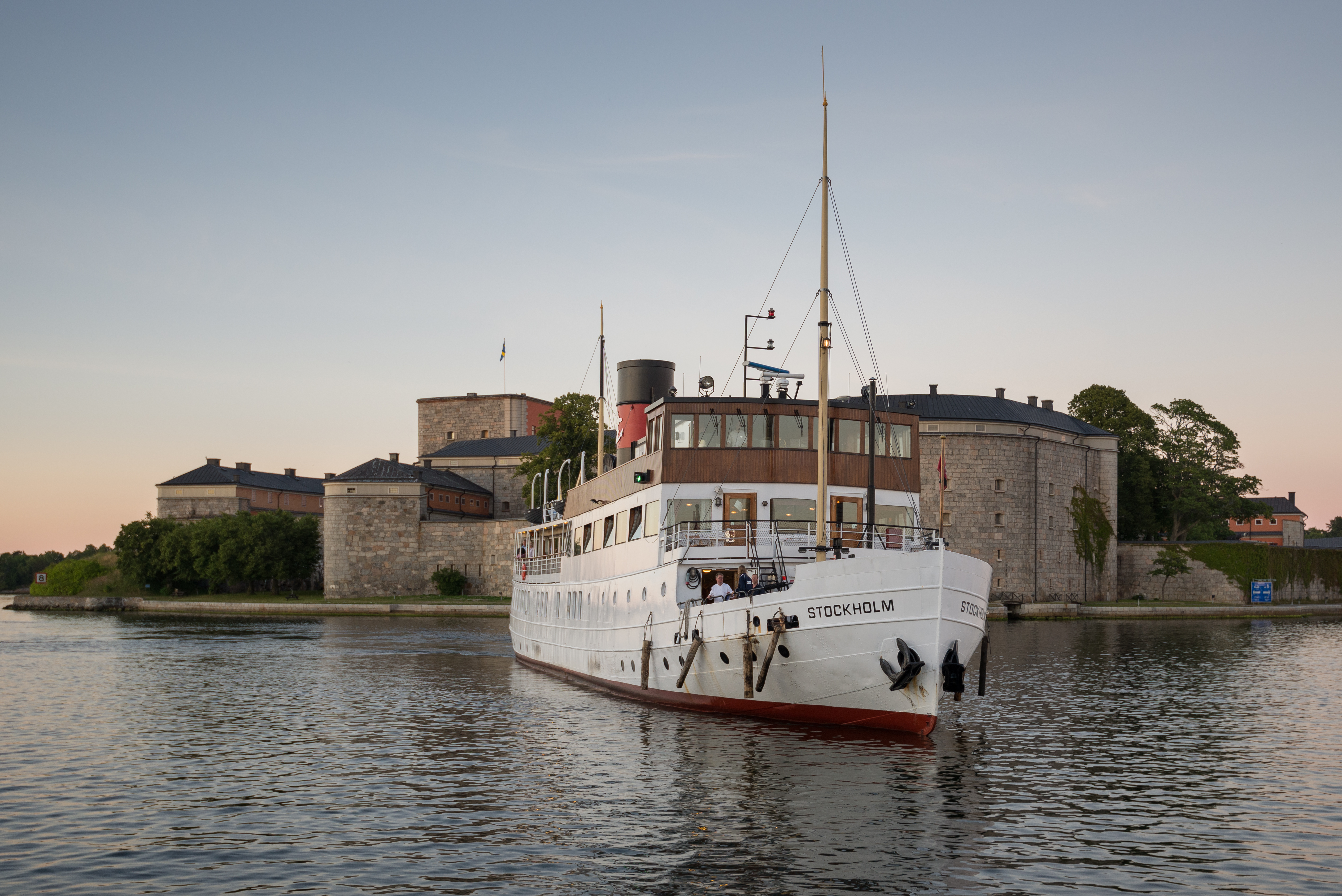
S/S Stockholm framför Vaxholms kastell.

Strömma Kanalbolaget är en del av det stockholmsbaserade företaget Strömma Turism & Sjöfart AB, tidigare Ångfartygs AB Strömma Kanal. 
Strömma Kanalbolaget är inget självständigt rederi utan ett varumärke som används för delar av rederiverksamheten i framför allt Stockholmsområdet. 

## Fartyg i urval
- Djurgården 7, byggd 1893
- M/S Angantyr, 1909
- S/S Drottningholm (1909)
- M/S Enköping, byggd 1868
- M/S Gustafsberg VII, byggd 1912
- M/S Gustaf III, byggd 1912
- M/S Prins Carl Philip, byggd 1901
- S/S Stockholm (1931)
- M/S Strömma Kanal, byggd 1975
- M/S Mälar Victoria, byggd 1984
- M/S Waxholm III, byggd 1903
- M/S Östanå I, byggd 1906

## Bilder

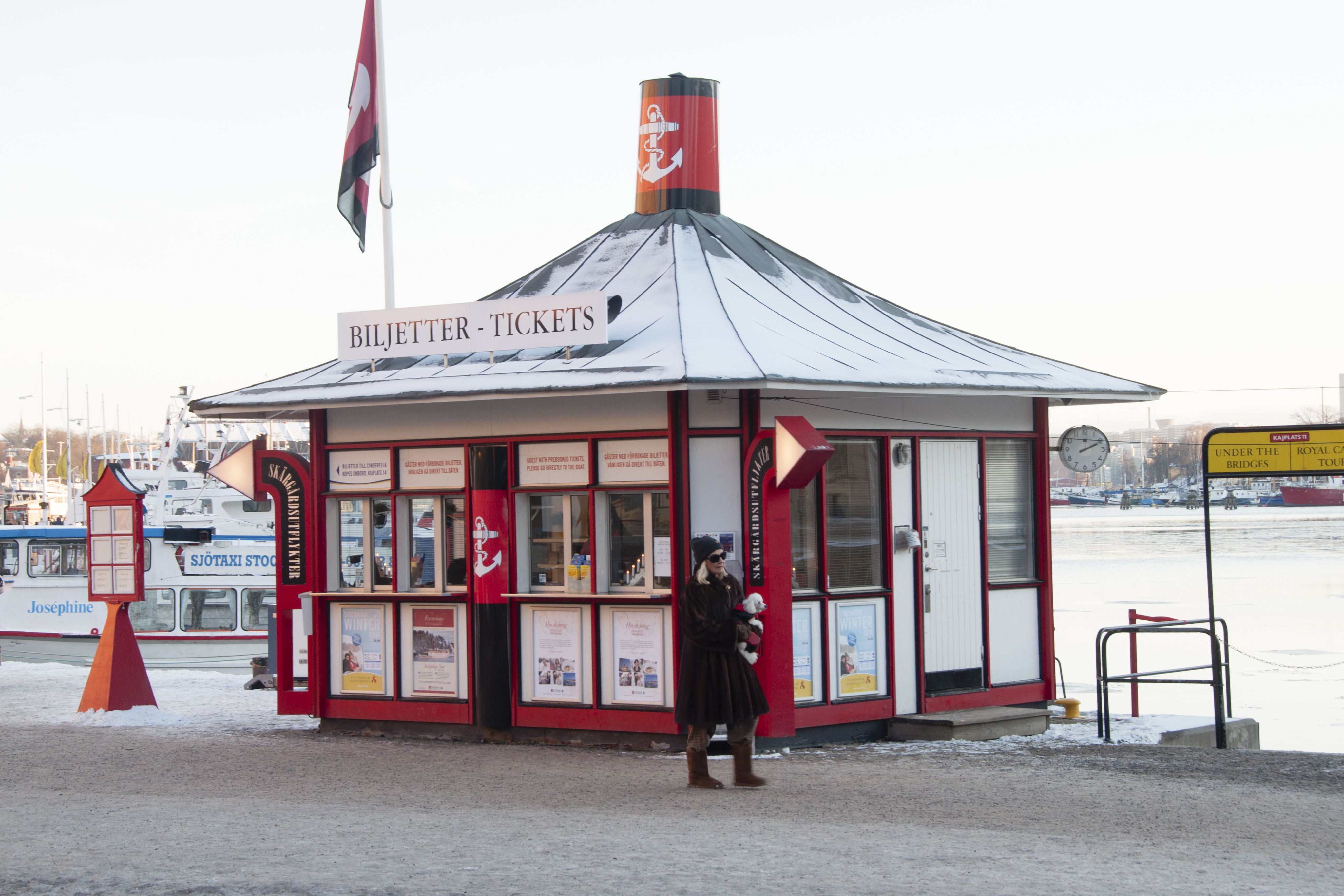
Strömma Turism & Sjöfarts biljettkiosk vid Nybrokajen.
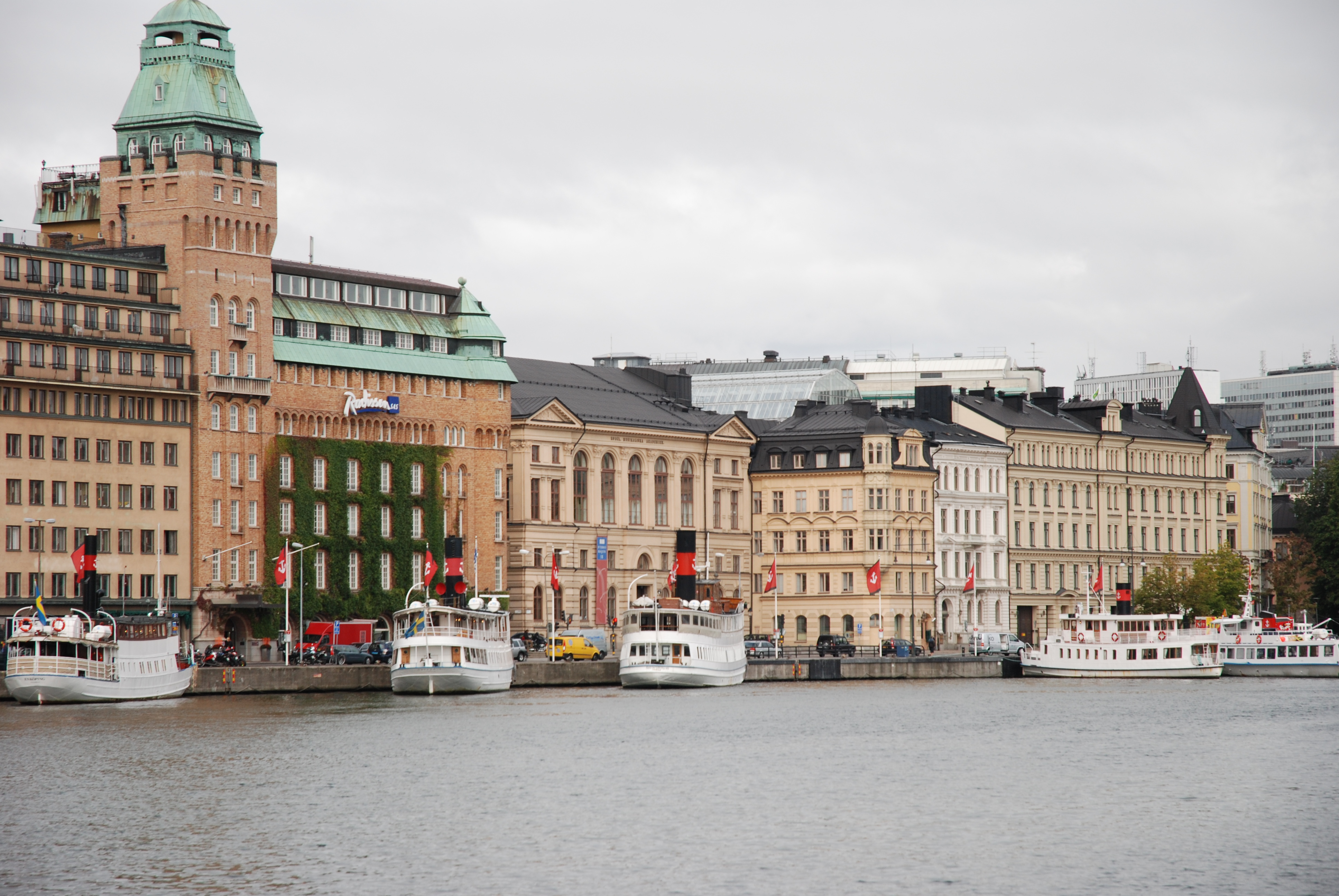
M/S Enköping, M/S Östanå I, M/S Gustafsberg VII, M/S Waxholm III, M/S Gustaf III och M/S Strömma Kanal vid Nybroviken.
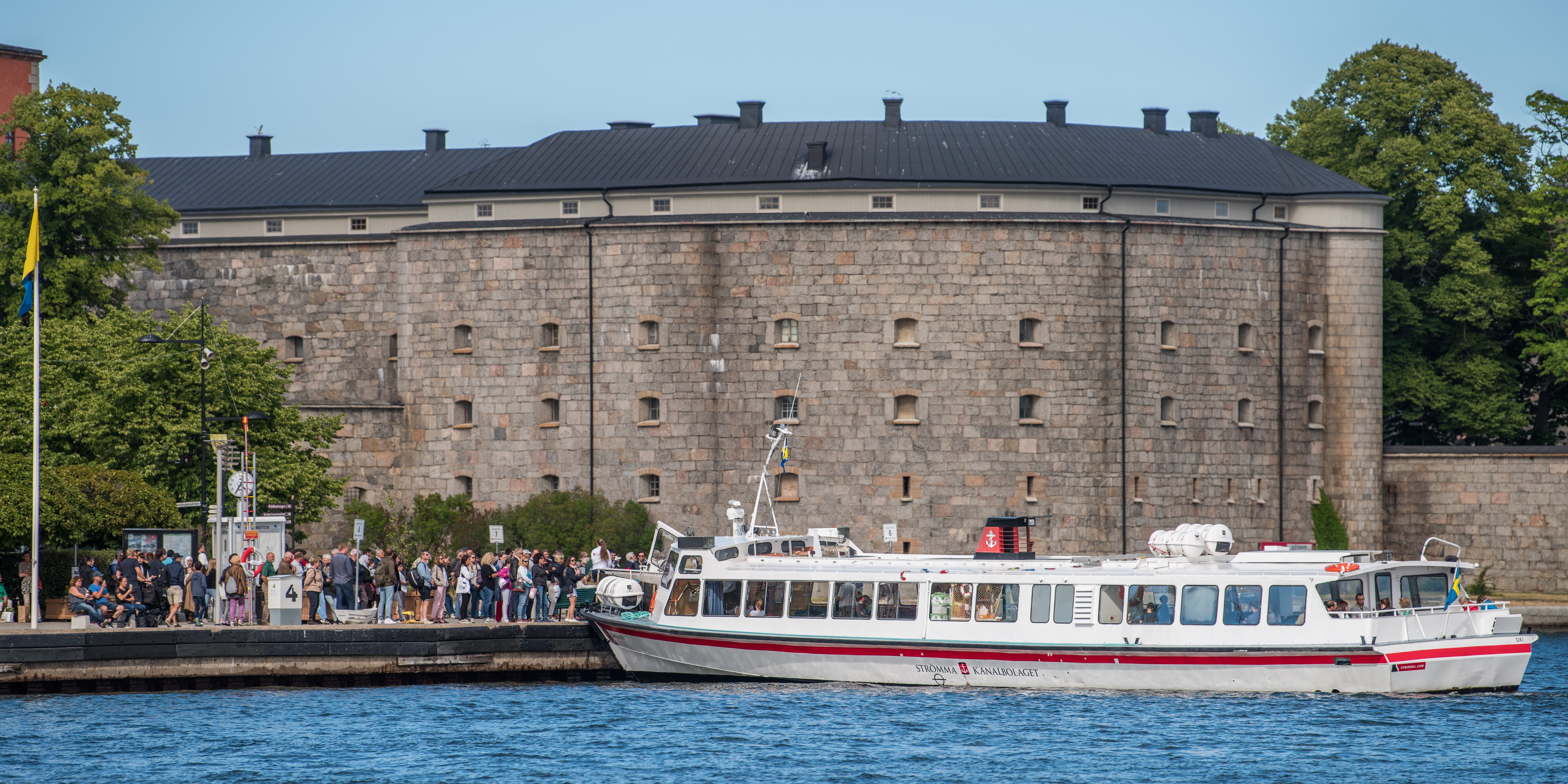
Delfin XI i Vaxholms hamn med Vaxholms Kastell i bakgrunden.